# Cheironomie
Cheironomie (řecky „vedení pomocí pohybů ruky“) je technika kantora pro vedení melodie pěveckého sboru, příp. pohybu, pomocí gest ruky.
Tato technika se používala ve starém Egyptě, později v řeckých tragédiích a z důvodu absence notového zápisu byl vzestupný či sestupný pohyb melodie naznačován rukou ještě v evropském středověku.
Prvním pokusem o písemnou kodifikaci pokynů byly neumy, a díky dalšímu rozvoji po roce 1000 se aktivní směřování k jednotlivým tónům ukázalo jako nadbytečné. Přesto je cheironomie v různých formách stále přítomna, tj. omezeně pro některé rytmické celky a povzbuzení výrazu i v širším smyslu, mohou tak být jako cheironomie označovány určování dob či způsob dirigování. V pedagogickém prostředí je cheironomie pro svou náročnou notaci v současné době spíše výjimečná.